# 2231 Даррелл
2231 Даррелл  (2231 Durrell) — астероїд головного поясу, відкритий 21 вересня 1941 року.
Тіссеранів параметр щодо Юпітера — 3,294.
Названий на честь англійського письменника Лоренса Даррелла.